# Acmaeodera loei
Acmaeodera loei – gatunek chrząszcza z rodziny bogatkowatych i podrodziny Polycestinae.
Gatunek ten został opisany w 1987 przez Gary'ego V. Manleya.
Ciało długości od 6,1 do 7 mm i szerokości od 2 do 2,5 mm, wydłużone, z przodu szeroko zaokrąglone, z tyłu zwężone, z wierzchu nieco spłaszczone, błyszczące. Ubarwienie ciała czarne z żółtym wzorem na pokrywach. Przedpiersie o szeroko zaokrąglonym i gładkim przednim brzegu. Na bokach pierwszych trzech sternitów brak szpatułkowatych szczecin.
Chrząszcz neotropikalny, znany wyłącznie z Hondurasu.